# 2048 (ゲーム)
『2048』は、当時19歳だったイタリア人のガブリエレ・チルリによって2014年3月に公開されたパズルゲーム。App StoreやGoogle Playで無料公開されている。また、オープンソースとされている。

## ゲームシステム
『2048』は4×4のグリッド上でゲームをプレイする。マスには数字が書かれたタイルが表示され、プレイヤーは4方向の矢印キーを使ってこのタイルをスライドさせる。タイルは1つだけが動くのではなく、すべてのタイルが同時に同じ方向へスライドする。タイルを移動させると空白のマスに「2」または「4」と書かれた新たなタイルが出現する。同じ数字の2つのタイルが衝突すると合体し、タイルの数字はそれらの合計になる。このようにしてより大きい数字のタイルを作っていき、プレイヤーはすべてのマスが埋まってしまう前に「2048」のタイルを作ることを目指す。プレイヤーが作れる最大のタイルは「131,072」である。

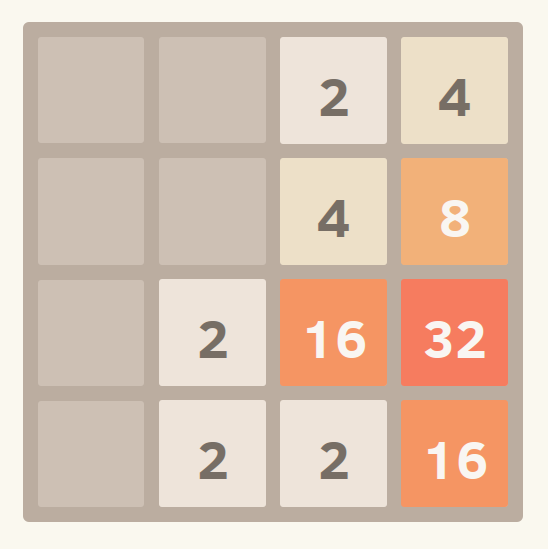
ゲームが進行している様子
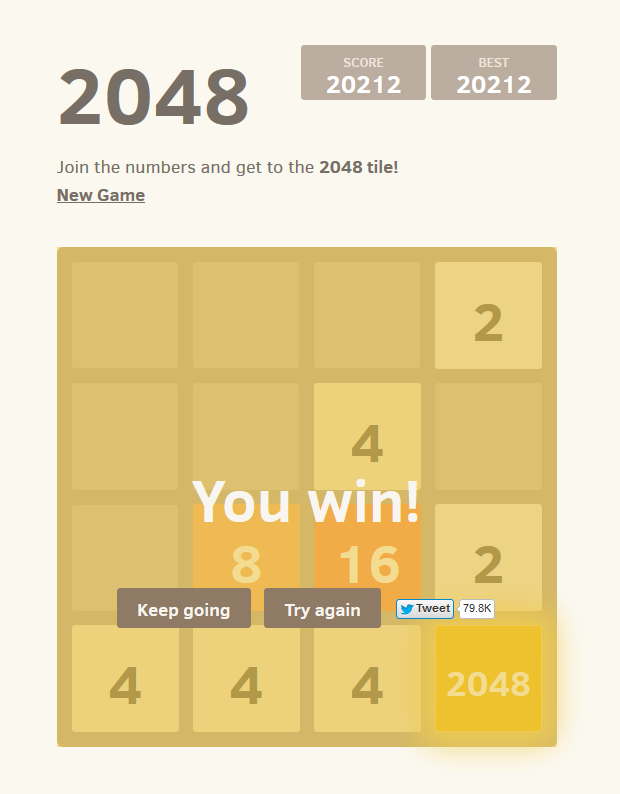
2048のタイルを作るとこのような画面が表示される
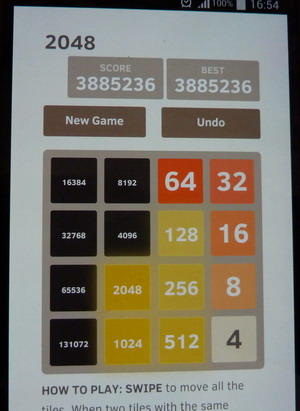
理論上の最大スコア

## 開発
イタリア人のガブリエレ・チルリ（Gabriele Cirulli）は高校を卒業後、大学へは進学せず、フリーランスでWebアプリやブログの開発を行なっていた。そして19歳の頃、週末の暇つぶしとして、2日強で『2048』を制作し、2014年3月9日にゲームをGitHubで公開した。
チルリはSamingの同名ゲーム『2048』や、Veewo Studioのスマートフォン用ゲーム『1024!』を元にゲームを開発した。これはGitHub上のREADMEでも明言されている。チルリが参考にしたこれらのゲームも実際には『Threes!』のクローンゲームなのだが、チルリは『2048』を開発した当時は『Threes!』の存在をまったく知らなかったと述べている。iPhone用ゲーム『1024!』のApp Store上の説明文には「Threesにはお金を払う必要はありません（No need to pay for Threes）」と書かれており、英国のインデペンデント紙は『1024!』の起源はささやかなものではなかったと指摘している。
チルリは『2048』を開発する際に『1024!』の遅いペース配分を改善してアニメーションを追加しようとした。これは彼にとってプログラミングの練習でもあり、チルリは自分がゼロからゲームをプログラミングできるかどうか試そうとした。

## 公開後

### ゲームの大ヒット
チルリは『2048』が大ヒットするとは思っていなかったが、ゲームを公開するとHacker Newsに掲載されたことで人気になり、わずか1週間足らずで400万人以上がアクセスし、3300万回以上プレイされた。チルリはゲームを宣伝することさえしていなかったので、彼はこのゲームが突然大ヒットしたことに非常に驚いた。ゲームは無料で公開されているが、チルリは『2048』を収益化するつもりはないとしている。その理由について彼は「倫理的な理由から私はそれをすべきではないと感じています。私が発明していないコンセプトから利益を得るのは不公平だと思います」と語っている。
チルリはゲームをオープンソースにして、GitHub上でコードを公開していたため、すぐに多くの改変作品が生まれた。例えば、Dogeミームやドクター・フーと組み合わせたもの、『Flappy Bird』や『テトリス』の要素を組み合わせたもの、ゲームを3Dにしたもの、グリッドを巨大化したものや小さくしたものなどがあった。チルリはこうした派生作品について「オープンソースソフトウェアの美しさの一部」だと考えており、「ゲームに新しい創造的な改変を加える限り」これらの派生作品のことは気にしていないという。チルリが『2048』を公開した1週間後、Ketchappというフランスのアプリ開発会社が広告つきのクローンゲームをiOSのApp Storeで無料で公開し、収益化した。このKetchapp版の『2048』アプリはiOSとAndroidで合計1億回以上ダウンロードされている。

### 『Threes!』の開発者たちの心情
『2048』が大ヒットした後の2014年3月28日、その一番最初の起源である『Threes!』の開発者がゲームの開発にどれだけの時間と労力、試行錯誤を要したかを示すため、開発中のメールや通話記録、スクリーンショットなどで構成される約45,000語の長文記事を公開した。その記事の中で自分たちの14ヶ月間の努力が理解されていないことが「悲しい」と語り、これを受けて多くのメディアが原点の『Threes!』を取り上げた。だが『Threes!』の開発者の1人であるGreg Wohlwendは、我々の不満はロサンゼルス・タイムズ紙の報道姿勢（2048には元ネタがあるという事実にまったく触れておらず、誤解を招く見出しを使っていた）であって、我々はガブリエレ・チルリ個人に対して怒っているわけではなく、彼を攻撃する意図はないと語っている。もう1人のAsher Vollmerは 2014年3月に「この一週間、たくさんの空港へ行った。どの空港でも人々が2048をプレイしているのを見た。これはイライラする」とツイートしていたが、後年のインタビューでは『2048』をプレイしたい人のことを誰も妬んでいないとしている。

### チルリの心情
公開したゲームが世界的現象になっていくにつれ、チルリは不安を感じるようになった。受信箱には様々なメールが届き、チルリの周囲の人々はこの機会を使って広告やアプリ開発でお金を稼いだほうがいいと勧めた。しかしフリーランスの開発者だったチルリが『2048』に集中するためには当時取り組んでいたプロジェクトを中断するしかなく、またチルリにとってモバイルゲームは未経験の分野だったため、モバイル版の移植開発を急いで行うことを想像して彼は怖気づいた。チルリはオリジナルの開発者を不当に扱うことでお金を稼ぐか、それとも将来後悔すると分かっていながら何もせずに過ごすかで迷っていたが、結局彼はゲームをオープンソースのまま公開して何もしないでいることを選んだ。
『Threes!』の開発者たちが前述の長文記事を公開すると、チルリはこの記事を読んで自分の選択は正しかったのだと安心したが、数日経つとせっかくの機会を無駄にしたことに後悔の念を感じ始めた。自分の選択が周囲の人々を失望させたことに加え、他人がiOS用に移植したアプリがApp Storeの1位になったことが後悔に拍車をかけた。3月18日にBuzzFeedが行ったメールインタビューでチルリは『2048』のアプリを作る予定はないと述べていたが、彼は考えを変え、一生に一度の機会を生かすためモバイルアプリ版を開発することを決めた。ただし、倫理上の問題からアプリを収益化しないという方針は維持した。
チルリはPhoneGapを使用してモバイル版のコードをゼロからプログラミングした。そして1ヶ月間の開発の末、2014年5月にiOSとAndroid向けに移植したゲームを公開した。チルリによれば、開発者コミュニティはこの時の彼の決断とモバイルアプリの公開を非常に支持してくれたという。

### 開発者たちのその後
『2048』のクローンゲームが大量発生した後であっても『Threes!』は依然としてApp Storeのランキングトップ10を維持していたが、『2048』の社会現象は結果的に『Threes!』に予想を超える売上をもたらした。このことについて『Threes!』の開発者の1人であるAsher Vollmerは「私たちはある種の再帰的、ウロボロス的な方法で2048の成功の余波に乗ったようなものです」と述べている。
『2048』の成功はガブリエレ・チルリの人生も変えた。チルリはYコンビネータに参加するため3ヶ月間アメリカへ移住し、いつくかのスタートアップ企業で働いた後、1Passwordの開発会社であるAgileBitsでエンジニアの職を得た。『2048』がヒットした後、チルリは長い間自分のことを詐欺師のように感じていたが、ゲームの公開から10年近く経った後、チルリはこの経験を恥じることなく人に話せるようになったという。
フランスのゲーム開発会社Ketchappは「（自社の）2048の発売によってKetchappはハイパーカジュアルゲームという市場を築きました」という声明を出し、ハイパーカジュアルという新たなゲーム分野を創設したことを自分の手柄にしている。

## 評価

### 批評
The Wall Street Journal紙は『2048』を「数学オタクのためのキャンディークラッシュのようなもの」と形容し、Business Insider紙は「ステロイド剤を使ったThrees」と表現した。ワシントンポスト紙のCaitlin Deweyは「オタクっぽく、ミニマリストで、イライラするゲーム」と書いたが、一方で英国のインデペンデント紙は「中毒性がある」と評した。TECH ADVISORはスマホアプリ版、ファミ通はNintendo 3DS版に対し、このゲームは非常に中毒性があると評価した。TECH ADVISORは、インターフェースは目に優しく直感的であり、ゲームに集中できると評価した。
『2048』の現象を『Flappy Bird』などと比較する評論家もいる。ロサンゼルス・タイムズ紙は「2048はとても楽しくて中毒性があり、Flappy Birdが削除された後の喪失感を埋めてくれたようだ」と書いたほか、『Flappy Bird』が多数のクローンを生み出したあと『2048』のクローンゲームがそれに取って代わったようだと述べている。インデペンデント紙のJames Vincentは『2048』のことを「クローンのクローン」と呼んだ。2014年4月、ゲームメディアPocket Gamerは『Threes!』や『2048』の新たなクローンゲームがApp Storeで平均して毎日15個も発売されていると報じた。The Daily Dotは数字がインフレしていく様子について、この中毒性は『クッキークリッカー』と同じ原理であると指摘した。
WIRED紙は「設計に関して、2048は最悪で、Threesは傑作だ」と題する記事の中で、『2048』はオリジナル（Threes!）の表面的な楽しさだけを借りており、ゲームを本当に素晴らしいものにしている多くの要素を無視していると指摘した。『Threes!』の2人の開発者はどちらも『2048』を最初のプレイでクリアしたと主張している。Game Developer（旧Gamasutra）のLeigh Alexanderは、ゲームデザインの観点でクローンゲームよりも『Threes!』のほうが優れたゲームだと述べた。『Threes!』の開発者の1人であるAsher Vollmerは『2048』ついて、ゲームデザインが洗練されておらず、難易度が『Threes!』よりも低かったことがヒットした理由だろうと分析している。

### レビュースコア
スマホアプリ版に対し、TECH ADVISORは星4/5をつけた。3DS版に対し、ファミ通は平均6.5/10点、合計26/40点をつけ、Nintendo Insiderは7/10点をつけた。

## その他
- ニンテンドー3DSにおいて、レイニーフロッグより2014年9月10日から税込300円で配信されている[37]。
- 派生したゲームとして、「177147」もある[38][39]。こちらは、「211 = 2048」に対して、「311 = 177147」が由来である。